# Renaissance Technologies
Renaissance Technologies, nota anche come RenTech  o RenTec, è una società di investimento americana, un hedge fund, con sede a East Setauket, Long Island, fondata nel 1982 dal matematico James Harris Simons e specializzata nel trading sistematico basato esclusivamente su analisi matematico-statistiche. Renaissance è stato uno dei primi hedge fund a utilizzare con profitto la matematica finanziaria che si basa sull'uso di sofisticati calcolatori e complessi modelli matematici.
Nel 1988, la società ha creato il suo portafoglio più redditizio, il Medallion Fund, che ha utilizzato una forma migliorata ed espansa dei modelli matematici di Leonard Baum, migliorati dall'algebrista James Ax  per esplorare le correlazioni da cui poteva trarre profitto. Elwyn Berlekamp è stato determinante nell'evoluzione del trading verso un processo decisionale guidato da sistemi puri e a breve termine. L'hedge fund è stato chiamato Medallion in onore dei premi di matematica che Simons e Ax avevano vinto.

## Storia
James Simons fondò Renaissance Technologies dopo un decennio come presidente del Dipartimento di Matematica presso la Stony Brook University. Simons nel 1976 ricevette il Premio Oswald Veblen dell'American Mathematical Society. È noto nella comunità scientifica per aver co-sviluppato la teoria di Chern-Simons, utilizzata nella fisica teorica moderna.

### Monometrics
Nel 1978, Simons lasciò il mondo accademico e avviò una società di gestione di hedge fund chiamata Monemetrics in un centro commerciale di Long Island. All'inizio l'azienda negoziava principalmente valute e a Simons non venne in mente di applicare la matematica alla sua attività, ma gradualmente si rese conto che doveva essere possibile creare modelli matematici dei dati che stava raccogliendo.
Il nome di Monemetrics è stato cambiato in Renaissance Technologies nel 1982. Simons iniziò a reclutare alcuni matematici e modellisti di dati dai suoi giorni all'Institute for Defense Analysis (IDA) e alla Stony Brook University. La sua prima "recluta" fu Leonard Baum, un crittoanalista dell'IDA che fu anche il co-autore dell'algoritmo di Baum-Welch. Quando Baum abbandonò l'idea di fare trading con modelli matematici e si dedicò al trading fondamentale, Simons chiamò l'algebrista James Ax dalla Cornell University. Ax ampliò i modelli di Baum per il trading di valute per coprire qualsiasi futuro su materie prime: in seguito Simons creò Axcom Ltd. con il suo conto di trading. Alla fine Axcom Ltd. ha dato vita al redditizio fondo Medallion. Durante gli anni '80, Ax e i suoi ricercatori migliorarono i modelli di Baum e li usarono per esplorare le correlazioni da cui potevano trarre profitto.

### Medallion Fund
Simons e Ax, che erano compagni di classe alla UC Berkeley, fondarono nel 1988 Medallion (precedentemente il fondo colombiano Limroy), chiamandolo così come il nome dei loro premi in matematica. Medallion utilizzava una forma espansa dei modelli matematici di Leonard Baum migliorati da James Ax. Il successo iniziale dei modelli della società portò Simons a basare le operazioni del fondo interamente sui modelli. Tuttavia nell'aprile 1989 ci furono pesanti perdite. Ax affermò di aver rappresentato un tale declino (circa il 30%) nei suoi modelli e insistette per continuare a fare trading. Simons voleva invece fare una pausa e rivalutare. Simons, come proprietario di maggioranza, prevalse e Ax se ne andò. Simons chiese poi al professore di Berkeley Elwyn Berlekamp di dirigere Medallion. Consulente di Axcom che Simons aveva incontrato per la prima volta all'IDA, Berlekamp aveva acquisito la maggior parte delle azioni di Ax in Axcom e ne era diventato l'amministratore delegato. Lavorò con Sandor Straus, Jim Simons e un altro consulente, Henry Laufer, per rivedere il sistema di trading di Medallion nel corso di sei mesi. Nel 1990, Berlekamp portò Medallion a un guadagno del 55,9%, al netto delle commissioni, e poi tornò ai suoi doveri di professore di Berkeley dopo aver venduto a Simons a sei volte il prezzo per cui aveva acquistato le sue partecipazioni in Axcom sedici mesi prima. Straus ha poi preso il posto di Berlekamp, gestendo il rinnovato sistema di trading di Medallion, che rese il 39,4% nel 1991, il 34% nel 1992 e il 39,1% nel 1993, secondo i rapporti annuali di Medallion.
Il fondo, considerato il migliore hedge fund di sempre,  diventò famoso per il miglior track record di Wall Street, con oltre il 66% annualizzato prima delle commissioni e il 39% dopo le commissioni su un arco di 30 anni dal 1988 al 2018.
Dal 1993 il fondo Medallion è chiuso agli investitori esterni ed è disponibile solo per i dipendenti attuali e passati e per le loro famiglie. L'azienda ha acquistato l'ultimo investitore del fondo nel 2005 e da allora la comunità degli investitori non ne ha più visto i rendimenti. Circa 100 dei circa 275 dipendenti di Renaissance sono "acquirenti qualificati", il che significa che generalmente hanno almeno 5 milioni di dollari di asset da investire. I restanti sono "investitori accreditati", generalmente del valore di almeno 1 milione di dollari.
Nel 2000, il fondo Medallion guidato da computer aveva un rendimento medio annuo del 34% al netto delle commissioni dal suo inizio nel 1988. Tra il gennaio 1993 e l'aprile 2005, Medallion ha avuto solo 17 mesi perdenti e su 49 trimestri nello stesso periodo, Medallion ha avuto solo tre trimestri perdenti. Tra il 1989 e il 2005 Medallion ha avuto un solo anno di perdite: il 1989. Nel corso del 2020 il fondo Medallion è salito del 76%. 
Al 19 aprile 2022 la società possedeva circa 130  miliardi di dollari in asset under management, per la maggior parte di proprietà dei dipendenti del fondo.
Simons ha diretto il gruppo Renaissance fino al suo ritiro alla fine del 2009. Simons si è dimesso da presidente nel 2021. L'azienda è ora gestita da Peter Brown (dopo che Robert Mercer si è dimesso). Entrambi erano informatici specializzati in linguistica computazionale che si sono uniti a Renaissance nel 1993 da IBM Research. Simons ha continuato a svolgere un ruolo presso l'azienda come presidente non esecutivo dopo le sue dimissioni nel 2021) e continua a investire nei suoi fondi, in particolare nella strategia della scatola nera segreta e costantemente redditizia nota come Medallion. A causa del successo di Renaissance in generale e di Medallion in particolare, Simons è stato descritto come il "miglior gestore di denaro sulla terra".